# Neosaropogon
Neosaropogon is een vliegengeslacht uit de familie van de roofvliegen (Asilidae).

## Soorten
- N. garamas (Walker, 1849)
- N. harlequinus Hull, 1962
- N. janforresti Lavigne, 2006
- N. maculata (von Roeder, 1883)
- N. minor Hardy, 1934
- N. princeps (Macquart, 1848)
- N. semirufum (Bigot, 1879)